# 世界はそれでも変わりはしない
『世界はそれでも変わりはしない』（せかいはそれでもかわりはしない）は、上木彩矢の10枚目のシングルである。

## 概要
- 4枚目のシングル「眠っていた気持ち 眠っていたココロ」から引き続き、作曲は大野愛果が手がけたものである。
- ゲームソフト『428 〜封鎖された渋谷で〜』のテーマソングとなっており、自身も本人役で出演している。PVもゲームと連動、渋谷にて撮影が行われ、ゲームの出演者も参加している。また、公式サイトおよびBeing GIZAモバイルサイトではゲームとのコラボレーション特設ページが開設された他、12月1日から12月15日まで渋谷の街に街頭広告の設置やミュージックトラックの運行、さらには発売翌日の12月4日には渋谷109前にて発売記念イベントが開催されるなど、ゲームと連動した様々なキャンペーンプロモーションが展開された。[1]
- 上木は翌2009年8月末にGIZA studioとの契約を終了してavexに移籍したため、本作がGIZA studioからリリースされた最後の作品となった。

## 収録曲
1. 世界はそれでも変わりはしない
  - 作詞：上木彩矢 / 作曲：大野愛果 / 編曲：葉山たけし / ストリングスアレンジ：池田大介

セガ×チュンソフトプロジェクトWii専用ゲームソフト『428 〜封鎖された渋谷で〜』テーマソング
KTK「びービーみつばち」2008年12月エンディングテーマ
2. EVER SO SWEET
  - 作詞：上木彩矢 / 作曲：岡本仁志 / 編曲：麻井寛史
3. 世界はそれでも変わりはしない (Instrumental)

## 収録アルバム
世界はそれでも変わりはしない
- AYA KAMIKI Greatest Best

EVER SO SWEET
- INDIVIDUAL EMOTION（初回盤のみ）